# Euthalia compta
Euthalia compta är en fjärilsart som beskrevs av Hans Fruhstorfer 1899. Euthalia compta ingår i släktet Euthalia och familjen praktfjärilar. Inga underarter finns listade i Catalogue of Life.